# Halde Großes Holz

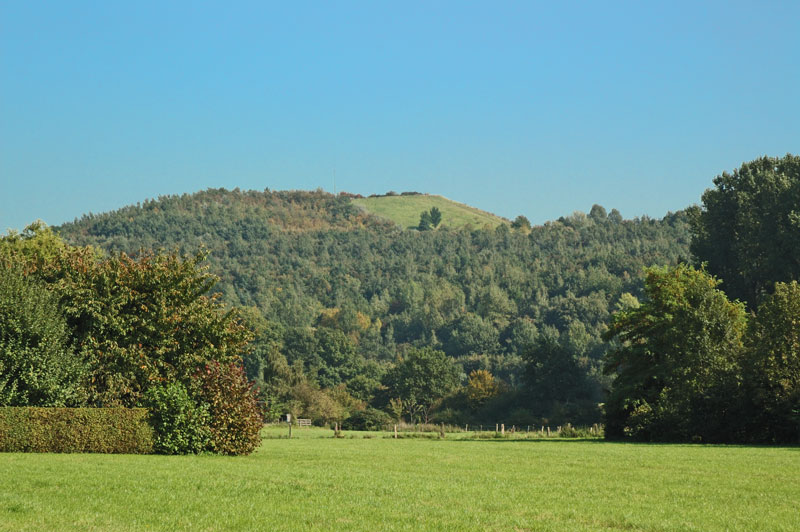
Die Halde Großes Holz in Bergkamen

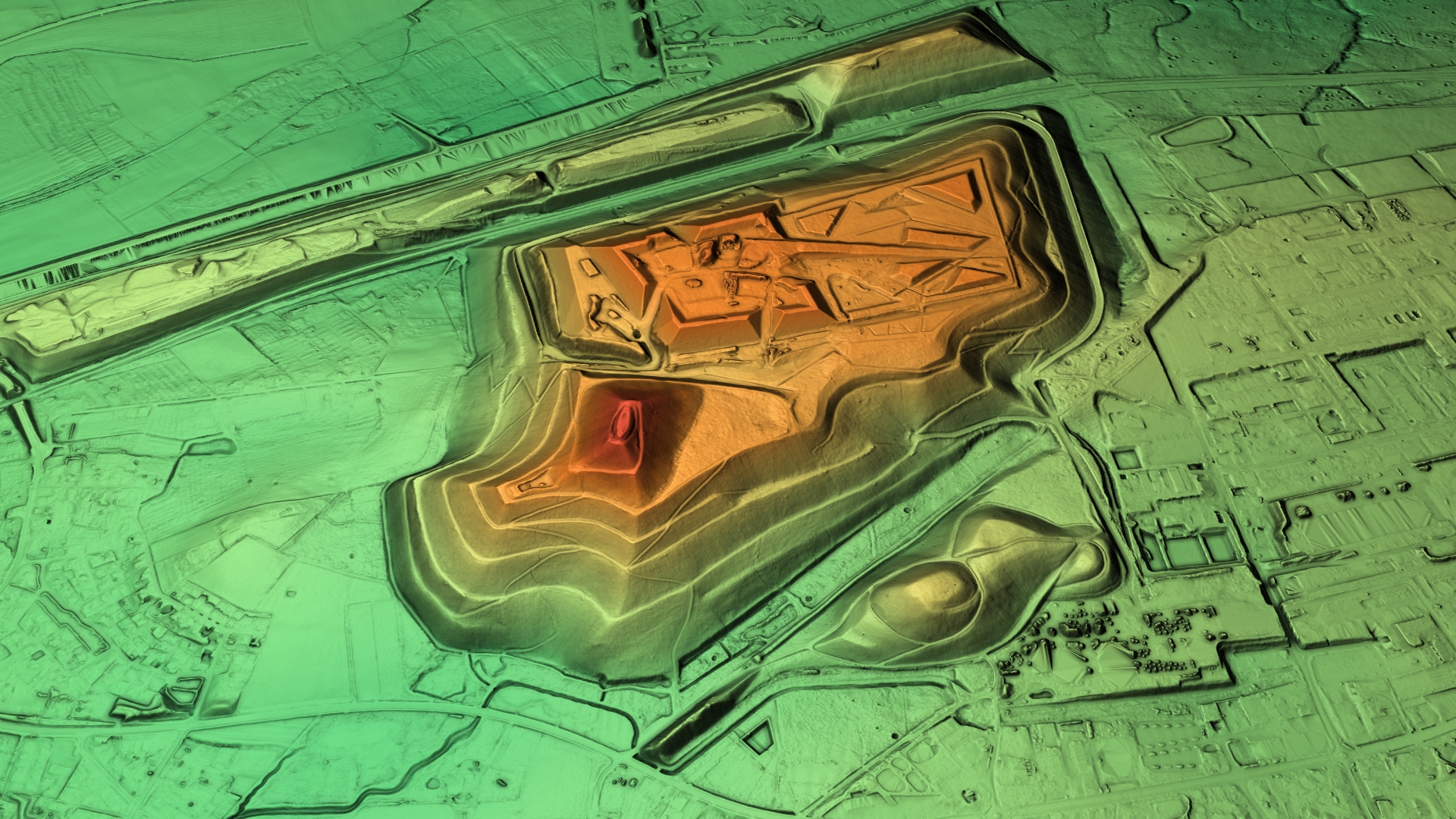
3D-Ansicht des digitalen Geländemodells

Die Halde Großes Holz ist eine rekultivierte und landschaftlich gestaltete Bergehalde des Bergbaus in Bergkamen. Die mit 145,8 m ü. NHN den benachbarten Datteln-Hamm-Kanal und die Lippe um knapp 100 m überragende Halde liegt in einem als „Großes Holz“ bezeichneten Waldgebiet, dessen Reste heute den Beversee umgeben.

## Entstehung
Die Halde wurde 1962 als Bergehalde der Bergwerke Haus Aden und Monopol (seit 1998 mit der Zeche Heinrich-Robert zum Bergwerk Ost vereinigt) angelegt. Noch 2005 wurde sie zu den brennenden Halden gezählt.

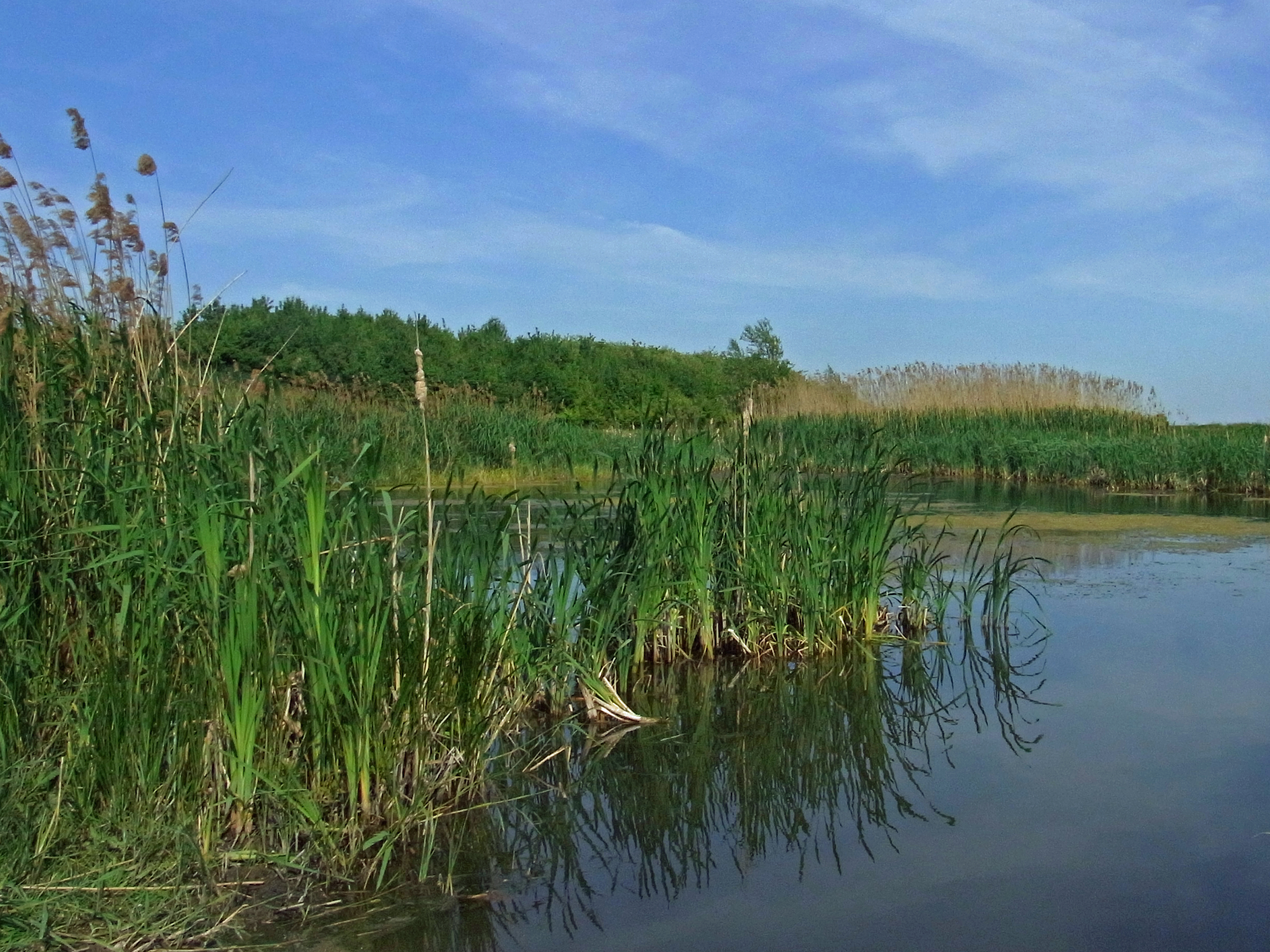
„Versunkener Hain“

Mit der Anlage der Halde als Landschaftsbauwerk verfolgte die Ruhrkohle AG ein neues Konzept; die bisherigen Haldenformen (Spitzkegelhalden, Tafelberge) gehörten nun der Vergangenheit an. 1974 erstellten Landschaftsarchitekten einen Grundlagenplan mit damals 122,4 ha Gesamtfläche und einer maximalen Höhe von 170 m. Da die benachbarten Bergwerke früher als ursprünglich geplant stillgelegt wurden, erreichte die Halde nur eine Höhe von knapp 150 m. Eine Besonderheit der Haldenlandschaft ist der sogenannte „versunkene Hain“, welcher durch zufließendes Oberflächenwasser einen kleinen Teich bildet.
Der Regionalverband Ruhr (RVR) erwarb die inzwischen 140 ha große Halde im Jahre 2006 und investierte danach in den landschaftsgestalterischen Ausbau über zwei Millionen Euro. 90 % der Mittel stammen aus Förderprogrammen der Europäischen Union und des Landes Nordrhein-Westfalen (Ökologieprogramm im Emscher-Lippe-Raum ÖPEL). Die restlichen 10 % stammen aus Eigenmitteln des RVR.

## Nutzung der Halde nach Rekultivierung

### Korridorpark

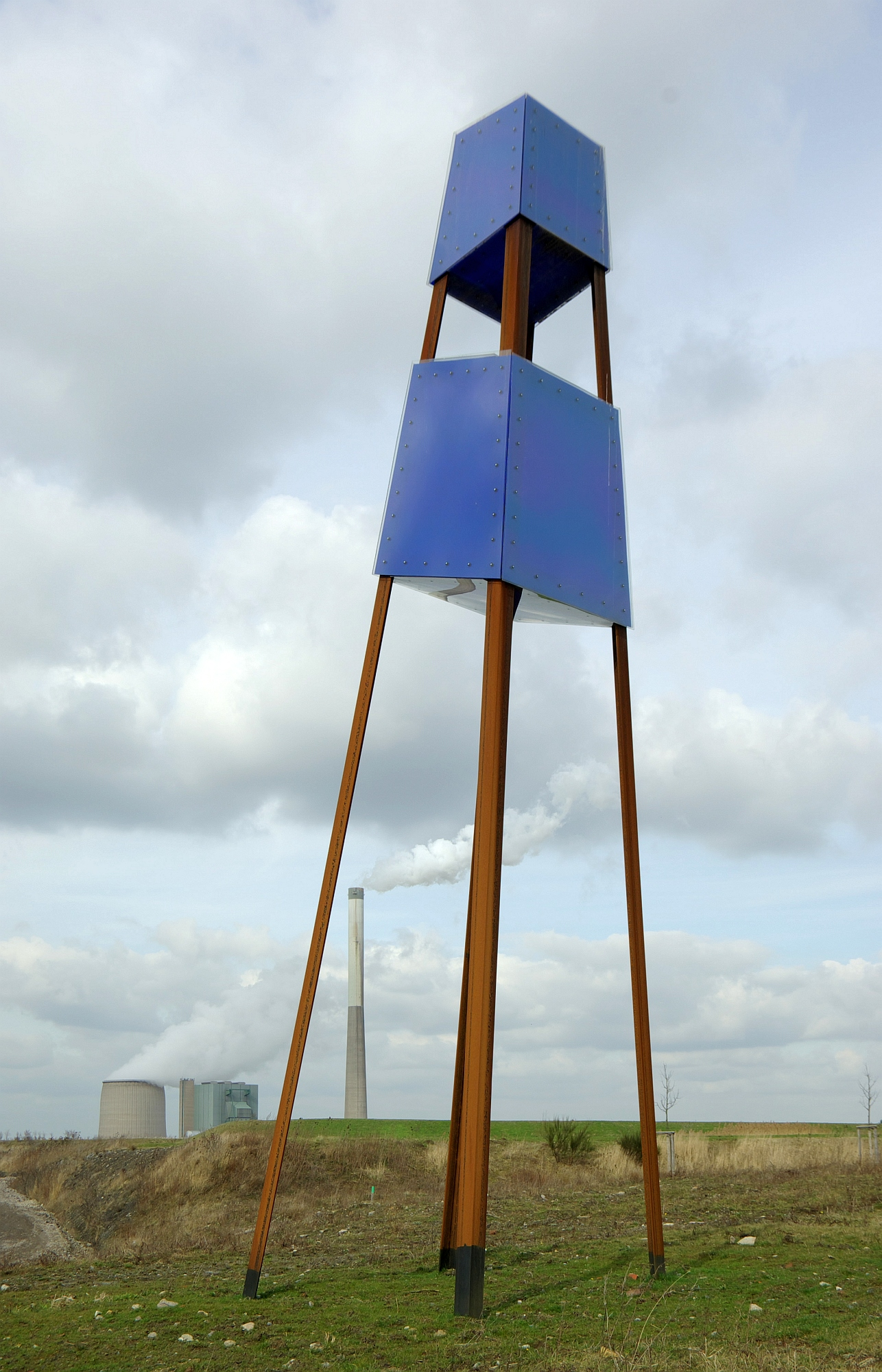
Die Skulpturen erinnern an den nahen Förderturm.

Der am 29. Juli 2009 eröffnete Korridorpark ist eine drei Kilometer lange asphaltierte Serpentine von der Westseite (Waldstraße) zum Gipfel hinauf, über das Plateau hinweg und im Osten wieder hinab bis zu einer Rampe, die den Anschluss an die Stadt Bergkamen bildet. Die blauen Gestaltungselemente knüpfen an das blaue Band der Stadt an, welches die beiden Stadtzentren durch blaue Mosaikstreifen und einen Bach verbindet. Im Korridorpark stehen neun, auch nachts bläulich schimmernde Leuchttürme aus Stahl und Plexiglas (siehe Bild), die Aussichtsplattform „Bastion“ kurz unterhalb des Gipfels ist von mit Blauglas gefüllten Gabionen umringt, die auf der Westseite gelegenen circa 7.000 m² großen Stauden- und Strauchflächen wurden bewusst mit blau blühenden Pflanzen angelegt. Unter anderem wurden dort Natternkopf, Ochsenzunge, Lavendel, Lupine, Salbei, Sommerflieder, Bartblume und Perowskien verwendet. Auf der Ostseite wurde ein 3.000 m² großes Gräserplateau mit verschiedenen Asternarten und Wacholder angelegt.
Neben dem Korridorpark wurden noch Seitenwege zur Adener Höhe und zum geplanten Baumplateau der Deutschen Steinkohle (DSK), ein Rettungsweg zur Adener Höhe sowie Anschlüsse an das regionale Radwegnetz mit der Römerroute und dem Emscher Park Radweg geschaffen. Die Wege sind mit Sitzbänken versehen.

### Panorama

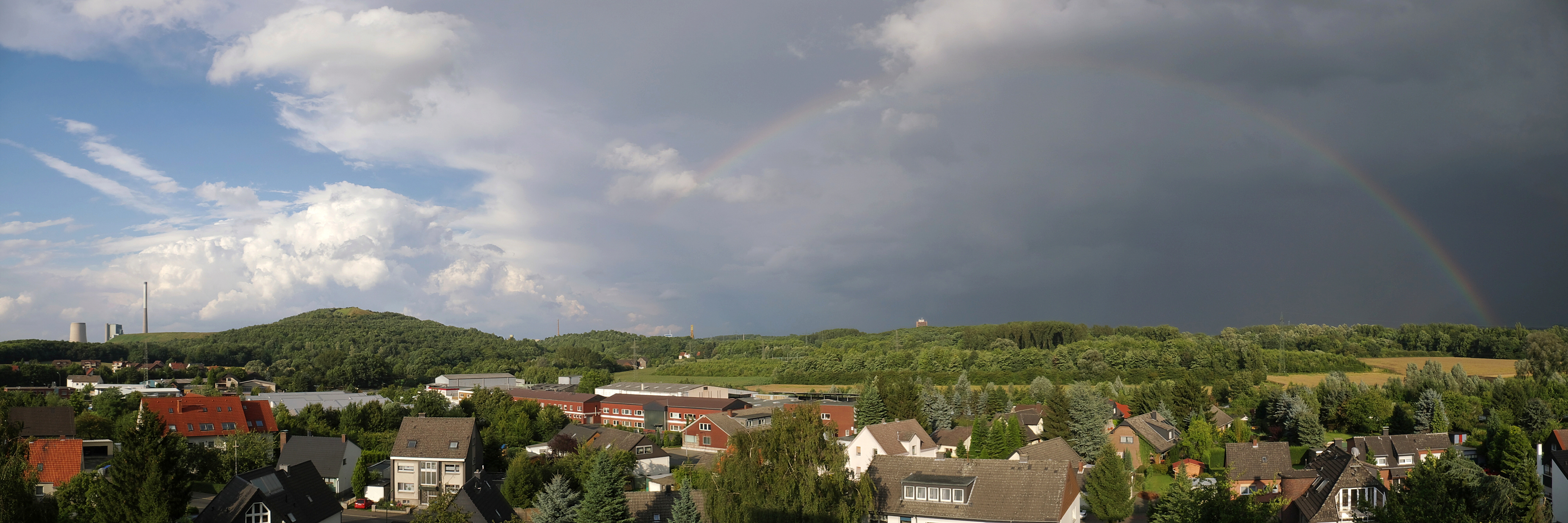
Die Halde von Oberaden aus gesehen

Die Halde dient heute als Panorama der Route der Industriekultur. Nach Norden hat man einen Blick auf den Datteln-Hamm-Kanal mit der Marina Rünthe, den Rünther Westenhellweg und die Lippe. Östlich befindet sich das Naturschutzgebiet Beversee. Südöstlich sind die Werksanlagen der Bayer Schering Pharma AG und das ehemalige Bergwerk Monopol zu sehen. Im Westen liegen die verbliebenen Industrieanlagen der Zeche Haus Aden.

### Lichtskulptur Impuls

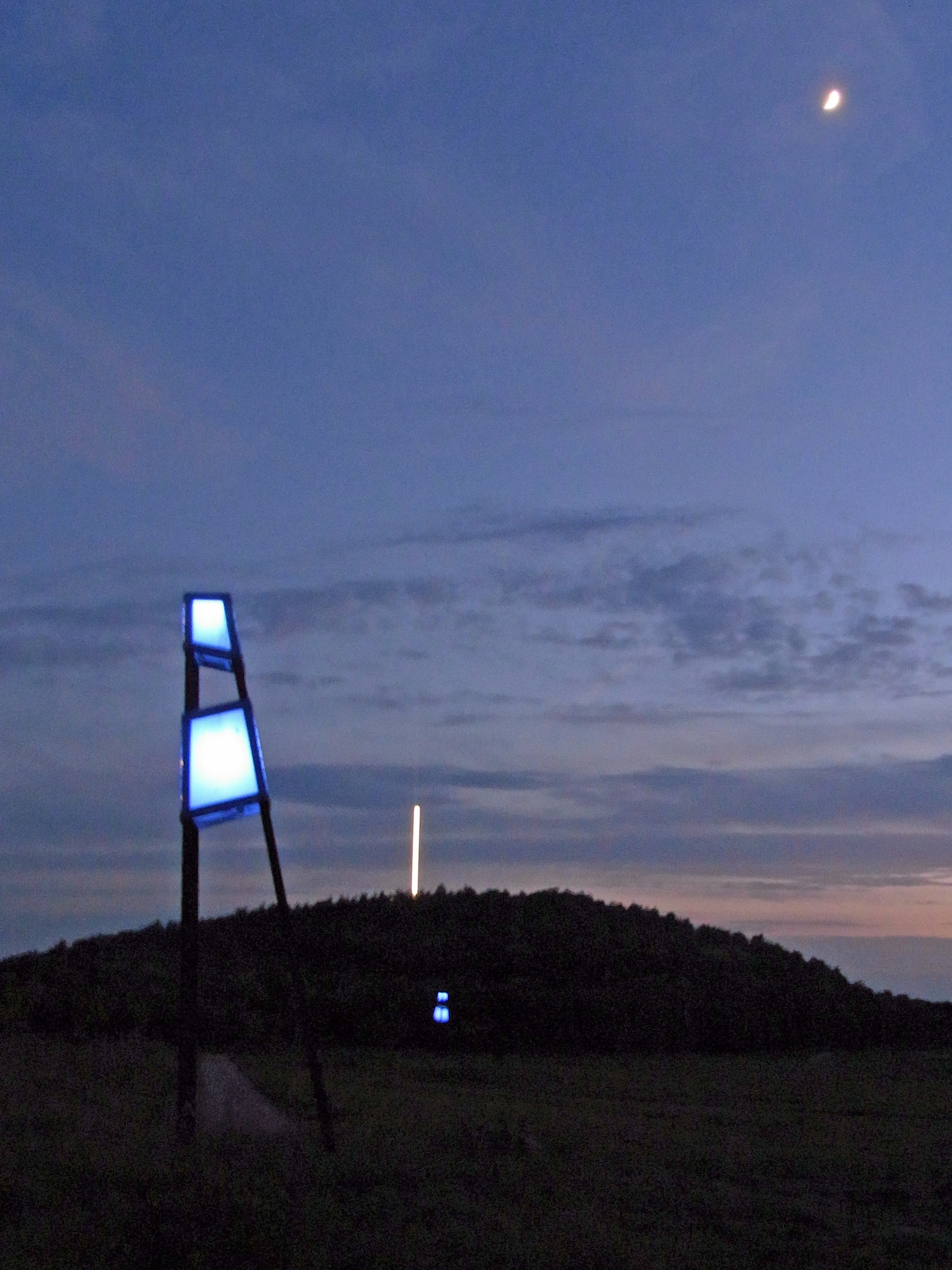
Lichtskulptur Impuls (hinten)

Seit dem 2. Dezember 2010 ist die Lichtskulptur „Impuls“ auf der Halde fertiggestellt. Die Skulptur von den Künstlerbrüdern Maik und Dirk Löbbert ist circa 30 m hoch und auf einen 5 m tiefen Betonsockel aufgebaut. Sie besteht aus einer weißen, beschichteten, etwa 30 m hohen Stahlsäule mit 60 cm Durchmesser, die ebenfalls weißen 14.400 LEDs lassen die Stele im Dunkeln pulsieren. Finanziert wurde die 650.000 Euro teure Lichtkunst aus NRW-Landesmitteln, der RAG Montan Immobilien und aus Mitteln des Kulturprojektes „Hellweg – ein Lichtweg“.

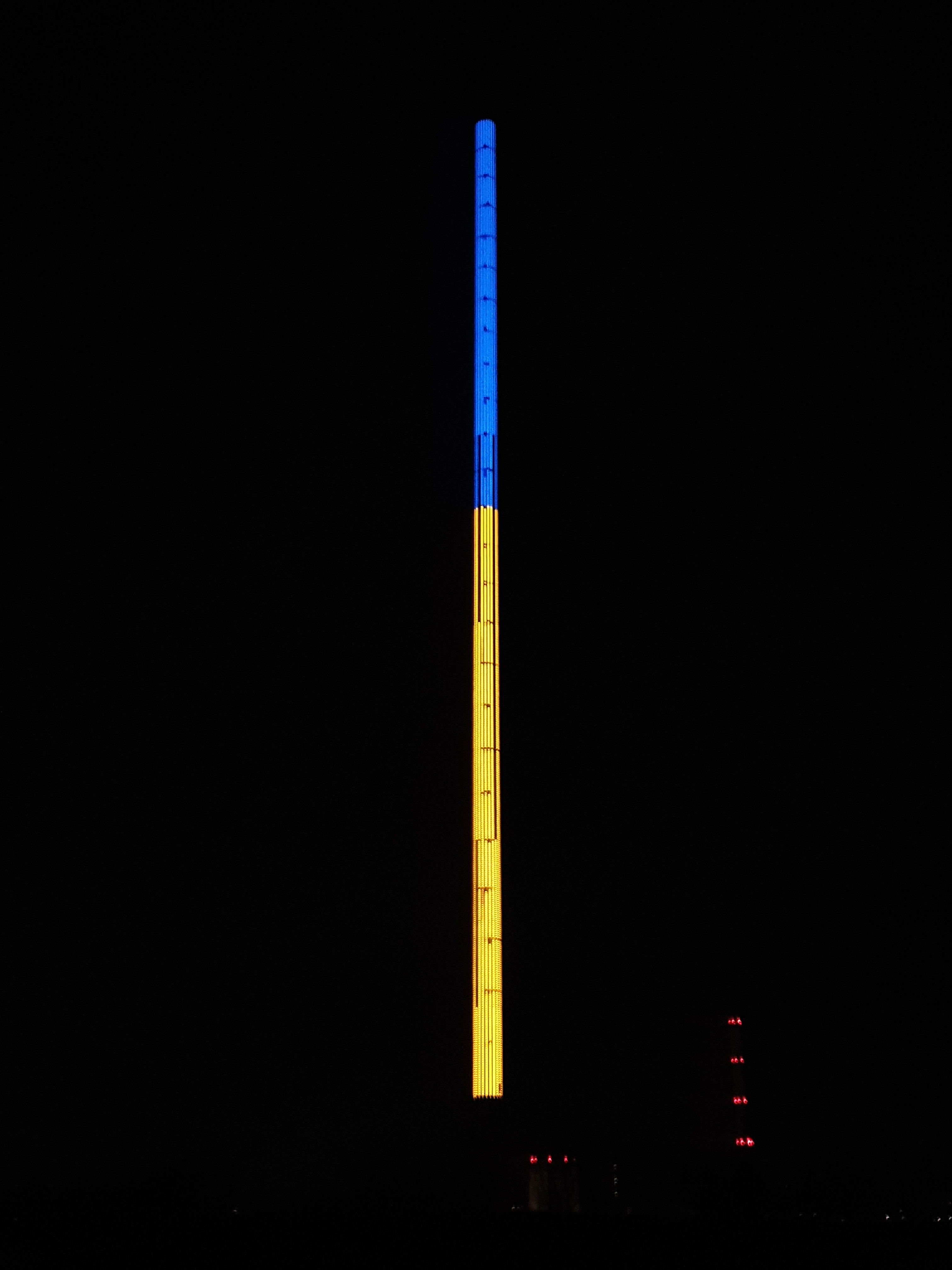
Impuls in den ukrainischen Nationalfarben

2022 erstrahlte die Installation wie bspw. auch das Brandenburger Tor oder der Eiffelturm als „Zeichen der Verbundenheit“ mit der ukrainischen Bevölkerung und den Geflüchteten in den Nationalfarben der Ukraine.

### Naturarena

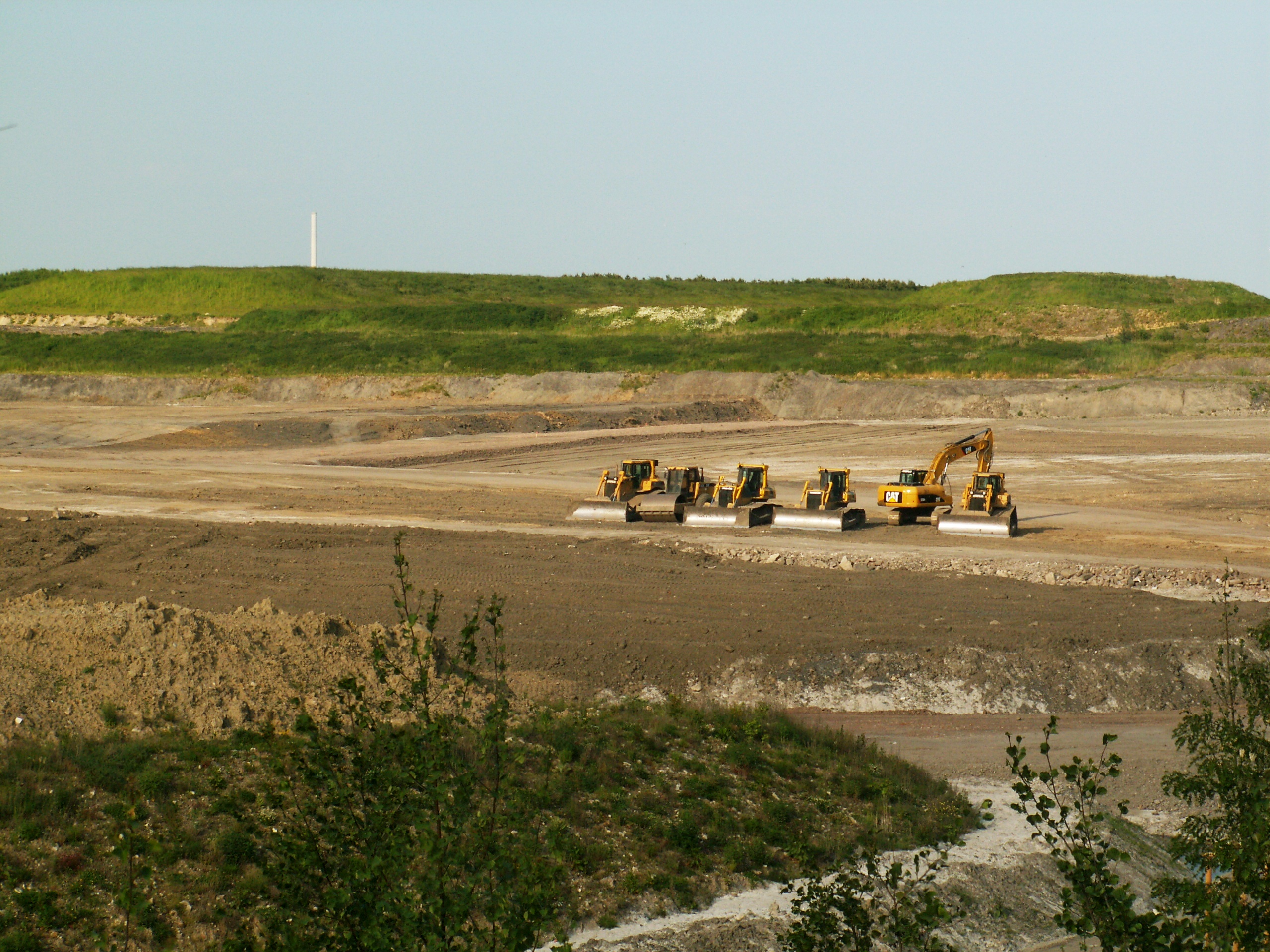
Schüttungs- und Modellierungsbereich

Im nördlichen Teil der Halde wurde planmäßig noch bis 2015 weiter aufgeschüttet. Weitere Landschaftselemente das Baumplateau sowie die „Naturarena“ und Biotope entstanden. Außerdem ist am nördlichen Rand der Halde, entlang des DHKs das „Kanalband“ entstanden.

## Zukunft
IGA 2027 Zukunftsgarten Bergkamen/Lünen „Landschaft in Bewegung“ Stand Frühjahr 2019